# 淅州 (北魏)
淅州，是南北朝的州。
北魏末年设立淅州，治所在修阳县（今河南省南阳市西峡县桑坪乡柴林扒村）。泉企在武泰元年（528年）曾经担任淅州刺史，下辖修阳郡、固郡、朱阳郡、南上洛郡、淅阳郡。西魏、北周沿置，北周时淅州下辖淅阳郡。隋朝大业三年（607年）改淅州为淅阳郡。
| 郡 | 修阳郡        | 固郡               | 朱阳郡        | 南上洛郡        | 析阳郡            |
| 县 | 盖阳县 脩阳县 | 怀里县 南乡县 固县 | 黄水县 朱阳县 | 单水县 南上洛县 | 西析阳县 东析阳县 |